# Jens Frahm
Jens Frahm (* 29. März 1951 in Oldenburg (Oldb)) ist ein deutscher Biophysiker und Physikochemiker.
Er ist wissenschaftlicher Leiter der Forschungsgruppe "Biomedizinische NMR" am Max-Planck-Institut für Multidisziplinäre Naturwissenschaften in Göttingen. Er entwickelte Mitte der 1980er Jahre mit der FLASH-Technologie die Magnetresonanztomographie (MRT) weiter, die die Aufnahmezeiten für einzelne MRT-Bilder um mindestens einen Faktor 100 beschleunigte. Statt mehrere Minuten wie bei den ersten klinischen MRT-Aufnahmen, dauerten einzelne Schichtbilder nur noch Sekunden. Das FLASH-Verfahren ermöglichte erstmals auch dreidimensionale MRT-Aufnahmen mit höchster räumlicher Auflösung und Messzeiten von einigen Minuten. Mit der Entwicklung der FLASH-2-Technologie (Echtzeit-MRT) ab dem Jahr 2010 erreichten Frahm und seine Mitarbeitenden erneut eine erhebliche Beschleunigung der MRT, so dass serielle Schnittbilder je nach Anwendung nur noch 10 bis 40 Millisekunden benötigen. Damit können nun MRT-Filme beliebiger Körperfunktionen in Echtzeit erhalten werden, d. h. mit bis zu 100 Bildern pro Sekunde.

## Leben und Wirken
Nach seinem Abitur am Neuen Gymnasium Oldenburg im Jahr 1969 studierte Frahm von 1969 bis 1974 Physik an der Georg-August-Universität Göttingen. Anschließend fertigte er bei Hans Strehlow am Max-Planck-Institut für biophysikalische Chemie in Göttingen eine Doktorarbeit über die Nutzung der NMR-Spektroskopie zur molekulardynamischen Charakterisierung von Ionen in Lösungsmittelgemischen an, die er 1977 mit der Promotion im Hauptfach Physikalische Chemie abschloss.
Ab 1977 war Frahm als Wissenschaftlicher Assistent am Göttinger MPI tätig und mit dem Aufbau einer eigenständigen Forschergruppe befasst, die sich zunehmend mit den In-vivo-Möglichkeiten der NMR-Verfahren befasste und sich (zunächst vor allem theoretisch) der erst 1974 von Paul Lauterbur beschriebenen, räumlich aufgelösten Magnetresonanztomografie (MRT, auch als Kernspintomografie bekannt) widmete.
1982 konnte eine Arbeitsgruppe Biomedizinische NMR gegründet werden, die von 1984 bis 1992 durch erhebliche Drittmittel des Bundesministeriums für Forschung und Technologie (heute: Bundesministerium für Bildung und Forschung, BMBF) finanziell gefördert wurde. Die Aufgabenstellung der Arbeitsgruppe umfasste die wissenschaftliche Entwicklung der auf der NMR-Technik basierenden, bildgebenden MRT. 1985 gelang dabei die Erfindung des Schnellbildverfahrens FLASH (fast low-angle shot), das die klinische Nutzung der MRT für die bildgebende Diagnostik beeinflusst hat.
Die Lizenzeinnahmen aus den Patenten sorgen für eine vollständige und nachhaltige Finanzierung der 1993 gegründeten gemeinnützigen Biomedizinischen NMR Forschungs GmbH, die bis 2019 existierte. 1994 hat sich Frahm im Fach Physikalische Chemie an der Georg-August-Universität Göttingen habilitiert. Gleichzeitig wurde er auf eine unabhängige Forschungsstelle der Max-Planck-Gesellschaft berufen.
1997 folgte die Ernennung zum außerplanmäßigen Professor an der Fakultät für Chemie der Georg-August-Universität Göttingen. In 2011 wurde er Auswärtiges Wissenschaftliches Mitglied am Max-Planck-Institut für Dynamik und Selbstorganisation in Göttingen. Seit 2019 führt Frahm seine Forschungen am Max-Planck-Institut für biophysikalische Chemie als Emeritus Direktor und Leiter einer fokussierten Forschungsgruppe fort, die sich mit der weiteren technischen Entwicklung und klinischen Translation von Verfahren der Echtzeit-MRT beschäftigt.
Schwerpunkte der wissenschaftlichen Arbeit von Frahm bilden die methodische Weiterentwicklung der räumlich aufgelösten Kernspinresonanz (NMR) – insbesondere der bildgebenden MRT – und die Anwendung entsprechender Verfahren in der Neurobiologie (Hirnforschung) und kardiovaskulären Forschung. Ziele des interdisziplinär besetzten Teams sind innovative Ansätze für nichtinvasive Untersuchungen des zentralen Nervensystems von Mensch und Tier (Insekt bis Primat, Schwerpunkt Maus). Die Möglichkeiten reichen von der schnellen dreidimensionalen MRT mit hoher isotroper Auflösung über Messungen des Hirnstoffwechsels bis hin zu Visualisierungen der Nervenfaserbahnen des Gehirns und funktionellen Kartierungen des Cortex.
Aktuelle methodische Arbeiten befassen sich mit dem Einsatz iterativer Algorithmen für die Bild-Rekonstruktion nicht-kartesischer Ortkodierungen (z. B. radiale MRT) und paralleler MRT-Aufzeichnungen mit multiplen Radiofrequenzspulen. Die Entwicklungen beziehen sich auf dynamische MRT-Verfahren, die eine artefaktfreie Darstellung bewegter Objekte in Echtzeit gestatten. Dies gilt beispielsweise für die Funktionsdarstellung von Gelenken (Kiefer, Knie, Fußgelenk) oder die direkte filmische Darstellung des Herzens ohne Synchronisation mit dem EKG sowie bei freier Atmung. Bei einer Kombination der FLASH-Technik mit radialer Ortskodierung, extremer Unterabtastung und einer Bildrekonstruktion durch nichtlineare Inversion mit zeitlicher Regularisierung lassen sich MRT-Bilder mit einer Aufnahmezeit von nur 10 bis 30 Millisekunden erzielen – je nach Anwendung und räumlicher Auflösung. Die Aufnahmegeschwindigkeit entsprechender Filme mit der Echtzeit-MRT, etwa von turbulenten Strömungen, von Mund- und Kieferbewegungen beim Sprechen und Schlucken oder vom schlagenden Herzen beträgt dabei bis zu 100 Bilder pro Sekunde. Vielfältige Beispiele finden sich auf der Website der Biomedizinischen NMR. Die Verfahren der Echtzeit-MRT erweitern das diagnostische Potential der MRT durch völlig neuartige, bisher nicht mögliche wissenschaftliche und klinische Untersuchungen und verkürzen und vereinfachen bestehende Verfahren.
Mittlerweile wurde der Algorithmus für die regularisierte nichtlineare Inversion (NLINV) um sogenannte modellbasierte Rekonstruktionen ergänzt, die quantitative parametrische Karten direkt aus den MRT-Rohdaten berechnen. Relevante physikalische oder physiologische Parameter sind beispielsweise die T1 Relaxationszeiten der Gewebe im Körper oder die Fließgeschwindigkeiten des Blutes oder der zerebrospinalen Flüssigkeit. Diese neuartigen Ansätze integrieren das entsprechende Signalmodell in die MRT-Signalgleichung, sodass sich stets ein nichtlineares inverses Rekonstruktionsproblem ergibt. Wie bei der Echtzeit-MRT kann der erhebliche Rechenaufwand jedoch durch einen für den Nutzer unsichtbaren Grafikkartenrechner gelöst werden, der für ein bestehendes MRT-Gerät auf einfache Weise nachrüstbar ist. Die Ergebnisse bieten Vorteile gegenüber konventionellen Methoden, die auf seriellen Bildberechnungen mit anschließender pixelweiser Anpassung beruhen.
Das wissenschaftliche Werk von Frahm umfasst über 575 wissenschaftliche Veröffentlichungen, Übersichtsartikel und Buchbeiträge. Der Hirsch-Index betrug laut Google Scholar 110 im Juli 2025.
Die FLASH-Technologie ist das bisher erfolgreichste Patent der Max-Planck-Gesellschaft mit 155 Millionen Euro Einnahmen. Diese Mittel dienen u. a. auch dazu, die Forschung von Frahm am MPI in Göttingen zu finanzieren.

## Auszeichnungen
Frahm ist seit 1987 Ehrenmitglied der Griechischen Radiologischen Gesellschaft und seit 1995 Fellow der International Society of Magnetic Resonance in Medicine. Seit 2005 ist er ordentliches Mitglied der Akademie der Wissenschaften zu Göttingen und seit 2020 Mitglied der acatech (Deutsche Akademie der Technikwissenschaften).
- 1989: Europäischer Kernspintomographie-Preis, Deutsche Röntgen-Gesellschaft
- 1990: European Magnetic Resonance Award, European Workshop on NMR in Medicine
- 1991: Gold Medal Award der International Society for Magnetic Resonance in Medicine[5]
- 1993: Karl Heinz Beckurts-Preis
- 1995: Niedersachsenpreis für Wissenschaft[6]
- 2005: Forschungspreis der Sobek-Stiftung
- 2013:  Wissenschaftspreis: Forschung zwischen Grundlagen und Anwendungen von Stifterverband für die Deutsche Wissenschaft und Max-Planck-Gesellschaft[7]
- 2015: Niedersachsenprofessur 2016–2019
- 2016: Aufnahme in die Hall of Fame der deutschen Forschung
- 2017: Jacob-Henle-Medaille 2016 der Universitätsmedizin Göttingen
- 2018: Europäischer Erfinderpreis[8]
- 2020: Werner-von-Siemens Ring[9]
- 2025: Großes Verdienstkreuz des Verdienstordens der Bundesrepublik Deutschland[10]